# Murika
Koordinaten: 58° 37′ N, 22° 33′ O
Murika ist ein Dorf (estnisch küla) auf der größten estnischen Insel Saaremaa. Es gehört zur Landgemeinde Saaremaa (bis 2017: Landgemeinde Leisi) im Kreis Saare.

## Einwohnerschaft und Lage
Das Dorf hat 36 Einwohner (Stand 31. Dezember 2011).
Es liegt an der nordwestlichen Spitze der Halbinsel Pammana (Pammana poolsaar).